# Turboprop

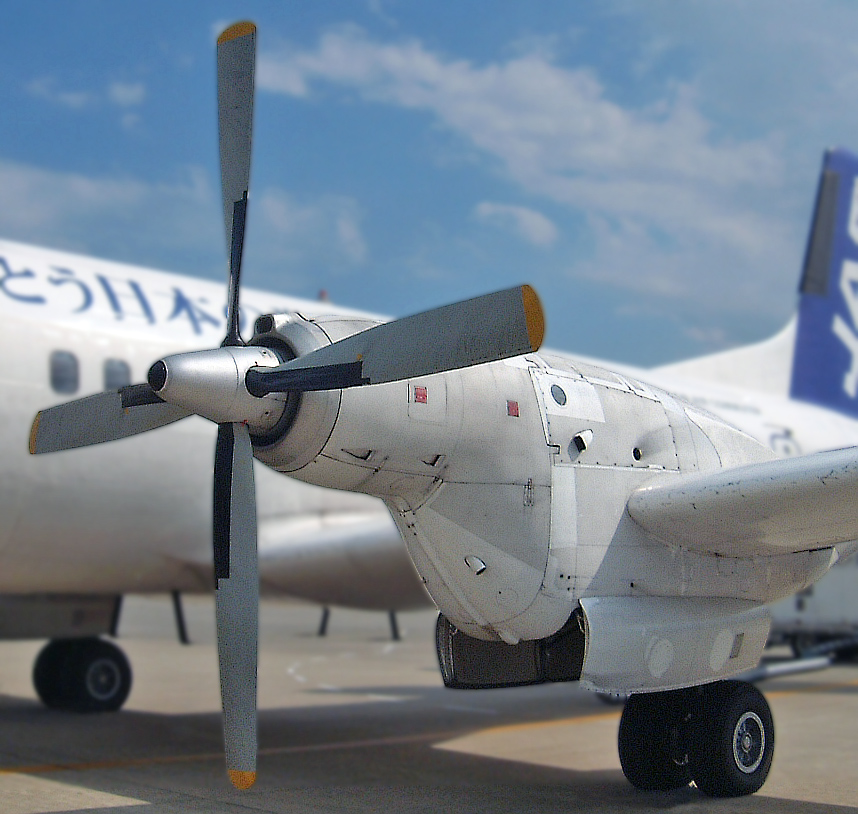
Turboprop-Triebwerk einer NAMC YS-11 mit Vierblatt-Propeller

Turboprop (Kofferwort aus Turbojet und Propeller) ist eine landläufige Bezeichnung für Propellerturbinenluftstrahltriebwerk (abgekürzt PTL), oft auch vereinfacht als Propellerturbine bezeichnet. Ein Turboprop ist eine Wärmekraftmaschine mit kontinuierlicher innerer Verbrennung (thermische Strömungsmaschine) und wird hauptsächlich als Luftfahrtantrieb verwendet. Umgangssprachlich wird häufig auch ein durch PTL angetriebenes Flugzeug als Turboprop bezeichnet (ebenso wie ein Flugzeug mit Turbinen-Strahlantrieb oft als Jet bezeichnet wird).

## Anwendung und Einsatz
Turboprops sind in ihrer Leistung zwischen Hubkolbenmotoren und reinen Luftstrahltriebwerken angesiedelt. Im Bereich oberhalb der für Leichtflugzeuge notwendigen Antriebsleistungen und in der gewerblichen Luftfahrt haben sie den Kolbenantrieb weitgehend verdrängt.
Diese Antriebe zeichnen sich durch einen relativ niedrigen spezifischen Kraftstoffverbrauch aus, weswegen sie vornehmlich bei Transport- und Kurzstreckenflugzeugen eingesetzt werden. Regionalverkehrsflugzeuge mit ungepfeilten Tragflächen höherer Streckung und einer Reisegeschwindigkeit von 500 bis 700 km/h sind heutzutage der Haupteinsatzbereich für Turbopropantriebe in der Zivilluftfahrt. Aufgrund der physikalischen Grenzen des Vortriebswirkungsgrades eines Propellerantriebs sind Flugzeuge mit diesen Triebwerken auf Fluggeschwindigkeiten bis zu 80 Prozent der Schallgeschwindigkeit (0,8 Mach) beschränkt, was in 8.000 m Höhe bei Normalbedingungen etwa 870 km/h entspricht. In diesem Geschwindigkeitsbereich arbeiten Turboprops wirtschaftlicher als reine Turbinentriebwerke.
Obwohl moderne Turboprops auch Flughöhen über 10.000 m (30.000 ft) erreichen können, sind sie aus Zertifizierungsgründen meist auf maximal 8 km Flughöhe beschränkt. Laut § 21 LuftBO müssen ab 7.600 m (25.000 ft) alle diensthabenden Mitglieder der Flugbesatzung Sauerstoffmasken griffbereit haben; bei Flügen über 6.000 m (20.000 ft) müssen Luftfahrzeuge für die gewerbsmäßige Beförderung von Personen eine Druckkabine und eine Passagier-Sauerstoffanlage haben. Durch den in höheren Luftschichten geringeren Luftdruck nimmt auch die Effizienz von Turboprop-Triebwerken ab, weshalb dort vermehrt Flugzeuge mit Turbofan-Strahltriebwerken zum Einsatz kommen.
Ein weiterer ziviler Einsatzbereich sind kleinere Geschäftsreiseflugzeuge (Beispiel: Beechcraft King Air) und Agrarflugzeuge.
Militärisch werden Turboprops in taktischen Transportflugzeugen wie der Lockheed C-130 Hercules, strategischen Transportflugzeugen wie dem Airbus A400M oder in Schul- und Trainingsflugzeugen wie zum Beispiel der Pilatus PC-21 verwendet. Einige Flugzeugtypen sind als Erdkampfflugzeug konzipiert, wie die Embraer EMB 312 Tucano, Embraer EMB 314 Super Tucano, FMA IA 58 Pucará und Rockwell OV-10 Bronco.

## Aufbau und Funktionsweise

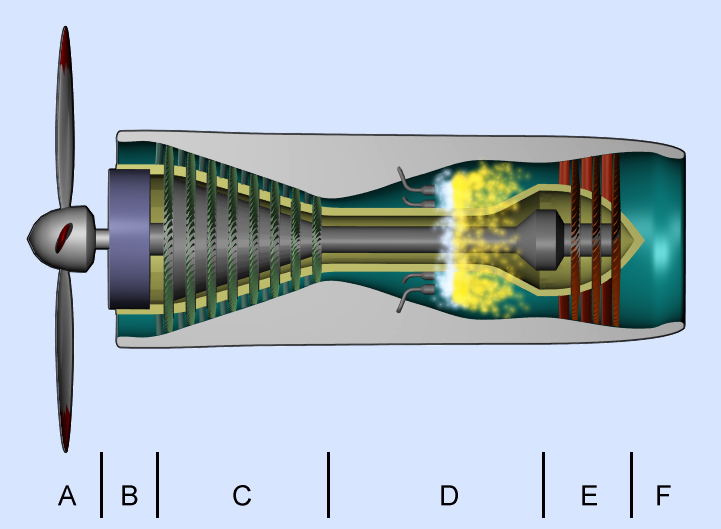
Funktionsschema eines Einwellen-Turboprop-Triebwerkes:
A Propeller
B Getriebe
C Kompressor
D Brennkammer
E Turbine
F Ausströmdüse

Das Turboprop-Triebwerk besteht aus einer Gasturbine, die einen Propeller antreibt, in der Regel über ein drehzahlverminderndes Getriebe. Der Schub des Triebwerks wird dabei größtenteils vom Propeller erzeugt – das den Auslass-Diffusor verlassende Arbeitsgas trägt mit lediglich max. 10 % zum Gesamtschub bei, womit sich das Vortriebsprinzip deutlich von Turbojet-Triebwerken unterscheidet und dem Turbofan ähnelt. Zur Schuberzeugung wird vom Propeller (auch im Vergleich zur Menge des das Triebwerk selbst durchströmenden Arbeitsgases) eine sehr große Luftmenge bewegt, diese dabei jedoch nur schwach beschleunigt. Bei reinen Turbojet-Strahltriebwerken werden dagegen wesentlich kleinere Mengen des Antriebsmediums sehr viel stärker beschleunigt.
Je nach Fluggeschwindigkeit, Flughöhe und Last wird der Anstellwinkel der Propellerblätter verändert, so dass sowohl die Turbine als auch die Luftschraube möglichst gleichbleibend im optimalen Drehzahlbereich arbeiten (Constant Speed Prop, Verstellpropeller).
Die Kraft für den Antrieb der Luftschraube liefert die Gasturbine. Sie saugt Luft ein, die in einem axialen oder radialen, meist mehrstufigen Turbokompressor verdichtet wird. Anschließend gelangt sie in die Brennkammer, wo der Treibstoff mit ihr verbrennt. Das nun heiße, energiereiche Verbrennungsgas durchströmt die meist axial und mehrstufig aufgebaute Turbine, wobei es sich entspannt und abkühlt. Die vom Arbeitsmedium auf die Turbine übertragene Energie treibt über eine oder mehrere Wellen einerseits den Turbokompressor und andererseits über ein Getriebe die Luftschraube an. Für den Antrieb der Luftschraube wird somit diejenige überschüssige Leistung genutzt, die nicht für die Verdichterarbeit zur Aufrechterhaltung des thermodynamischen Kreisprozesses und zur Innenkühlung benötigt wird. Die entspannten Abgase strömen aus dem Abgasrohr und erzeugen ggf. den Restschub.
Gegenüber einem leistungsmäßig vergleichbaren Kolbenmotor haben Propellerturbinen den Vorteil eines günstigeren Leistungsgewichts (etwa 0,23 bis 0,27 kg/kW) und eine kleinere Stirnfläche mit geringerem Luftwiderstand.
Als Treibstoff für Turbopropmotoren wird in der Luftfahrt üblicherweise Kerosin verwendet.
Nach der konstruktiven Ausführung der kraftabgebenden Turbinenstufen unterscheidet man zwischen Einwellentriebwerken und Triebwerken mit Freilaufturbine.

### Einwellentriebwerk
Beim Einwellentriebwerk wird in der Regel vorne auf der Verdichterseite des Triebwerkes die Leistung abgenommen und auf das Propellergetriebe übertragen. Dabei sind alle rotierenden Komponenten wie Verdichterstufen und Turbinenstufen starr auf einer einzigen Welle angeordnet, ebenso sind Getriebe und Luftschraube stets mechanisch mit dem „heißen“ Teil des Triebwerkes verbunden. Dies ermöglicht einen einfacheren Aufbau, jedoch muss beim Anlassen der komplette Antriebsstrang inklusive der Luftschraube auf Touren gebracht werden.
Beispiele für diese Konstruktionsweise sind das  Garrett/Honeywell TPE331 für kleinere Flugzeuge, das Allison T56 der Lockheed Hercules C-130 sowie das bisher leistungsstärkste Serientriebwerk der Welt, das Kusnezow NK-12 mit 15.000 PS Leistung.

### Freilaufturbine

Freilaufturbine (grün) auf eigener Welle, die Turbine (rot) des Gasgenerators treibt den Verdichter (blau) und die Hilfsaggregate an (Flugrichtung ist nach rechts).

Manche Turboprops besitzen eine Freilaufturbine. Hier sind die Turbinenstufen, die den Verdichter und die Hilfsaggregate antreiben, und die eigentliche Nutzturbine nicht auf einer gemeinsamen Welle miteinander gekoppelt. Der aus dem Verdichter und einer eigenen Turbine(-stufe) bestehende Gasgenerator erzeugt einen Gasstrom, der auf eine mechanisch getrennte Turbinenstufe wirkt, die den Propeller antreibt. Bei diesen Triebwerken können daher die Drehzahlen von Gaserzeuger und Nutzleistungsstufe, je nach Betriebszustand, erheblich voneinander abweichen. Die Nutzturbinen sind bei kleineren Ausführungen ein- oder zweistufig, bei den Verdichtern können Radial- und Axialverdichter kombiniert sein. Diese Bauart wird häufig bei Hubschraubern verwendet, da sie ein Starten des Triebwerks bzw. des Gasgenerators gestattet, während der Rotor über eine Rotorbremse festgehalten wird (z. B. CH-53G). Dies erübrigt den Einsatz von lösbaren mechanischen Kupplungen zwischen Turbine und Last, da durch die nur gasdynamisch, aber nicht mechanisch verbundenen Turbinenstufen das Rotorsystem nicht vom Starter mitgedreht werden muss. Dies gilt auch für den Anlassvorgang von Freilauf-Propellerturbinen, da Nutzturbine, Luftschraubengetriebe und Luftschraube keinen unmittelbaren Kraftschluss mit dem Anlassmotor haben, der die Gasgeneratorwelle so leichter auf Anlassdrehzahl bringen kann.
Das Konzept kommt auch bei Flächenflugzeugen zum Einsatz, wie etwa bei der Pilatus PC-7, die von einer Propellerturbine Pratt & Whitney Canada PT6 angetrieben wird. Antriebe mit Freilaufturbine werden bei einigen Mustern vom Gasstrom entgegen der eigentlichen Flugrichtung durchströmt (Lufteintritt in den Kompressor von hinten), meist mit markanten Abgasrohren im vorderen Teil der Triebwerksverkleidung. Von Vorteil ist dabei, dass der Gasgeneratorläufer (Verdichter und Turbine) nicht mit einer hohlen Koaxialwelle ausgeführt werden muss, sondern nur je einfache kurze Wellen benötigt werden, um die von den jeweiligen Turbinenstufen erzeugten Antriebskräfte nach hinten auf den Verdichter und nach vorne auf das Luftschraubengetriebe zu übertragen, was den Aufbau solcher Triebwerke wesentlich vereinfacht.

## Propfantriebwerke

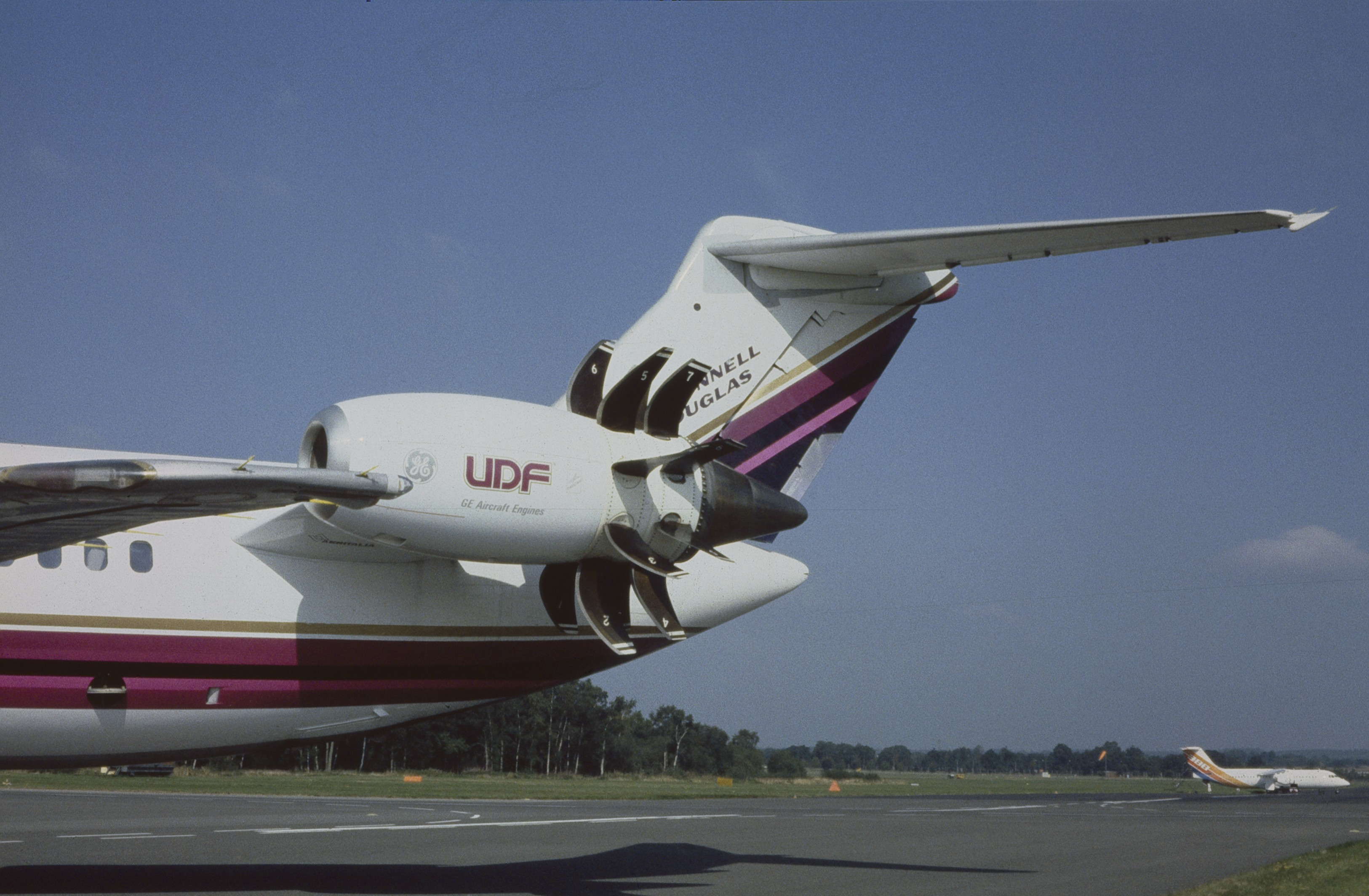
McDonnell Douglas MD-81 mit Propfan mit hinten liegenden Propellern

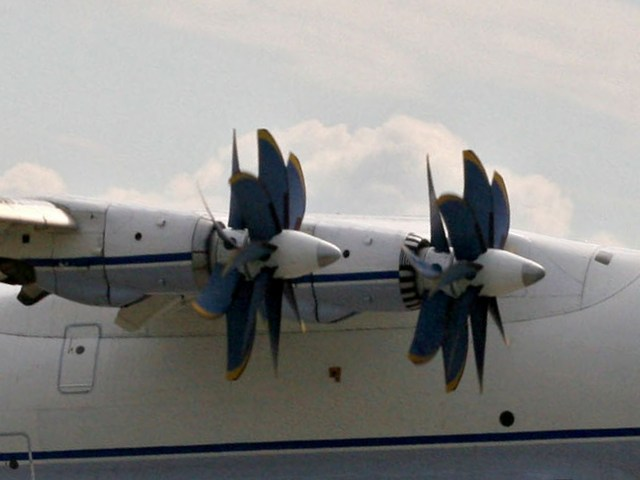
Triebwerke einer Antonow An-70 mit koaxialen, gegenläufig rotierenden Propellern mit Turboprop- sowie Propfan-Anteilen

Bei modernen Triebwerken werden zunehmend Luftschrauben mit fünf oder oft noch mehr überlappenden Schaufelblättern verwendet, die meist sichelförmig und breit sind, ein sehr dünnes Profil aufweisen und teilweise sogar als gegenläufiges Paar auf zwei koaxialen Wellen einer Turbine arbeiten. Dadurch kann der gleiche Luftdurchsatz mit geringerer Schaufellänge und/oder niedrigerer Drehzahl erreicht werden. Durch die niedrigere Geschwindigkeit an den Blattspitzen erreicht man einen niedrigeren Geräuschpegel. Außerdem kann man nur so die Stromgeschwindigkeiten an den Blattspitzen unter dem Bereich der Schallgeschwindigkeit halten und die damit verbundenen enormen Reibungskräfte verringern. Solche Triebwerke werden häufig als Prop-Fan-Triebwerke bezeichnet. Die Namensgebung lehnt sich an die Turbofantriebwerke an, die einen vor den Turbinenkern gesetzten Fan (Bläserstufe) besitzen, um ein Mehrfaches der durch die Turbine strömenden Luftmasse um diese herum zu leiten. Während das Nebenstromverhältnis bei modernen Turbofantriebwerken bei etwa 9:1 liegt, beträgt es bei Propfantriebwerken etwa 20:1 und bei konventionellen Turboproptriebwerken etwa 100:1. Der Anteil des Turbinenschubs am Gesamtvortrieb ist bei Propfans damit höher als bei konventionellen Turboprops.
Intensive Forschungsanstrengungen wurden in den 1980er-Jahren unternommen, um sowohl Anzahl als auch Form und Anordnung der Schaufelblätter zu optimieren. Äußerlich unterscheiden sich Propfantriebwerke meist nur durch die Konstruktionsauslegung der Propeller von konventionellen Turboprops. Einen eher ungewohnten optischen Eindruck hinterlassen jedoch die Propfantriebwerke, bei denen die Schaufelblätter hinter der Turbine angeordnet sind.

## Geschichte und Beispiele

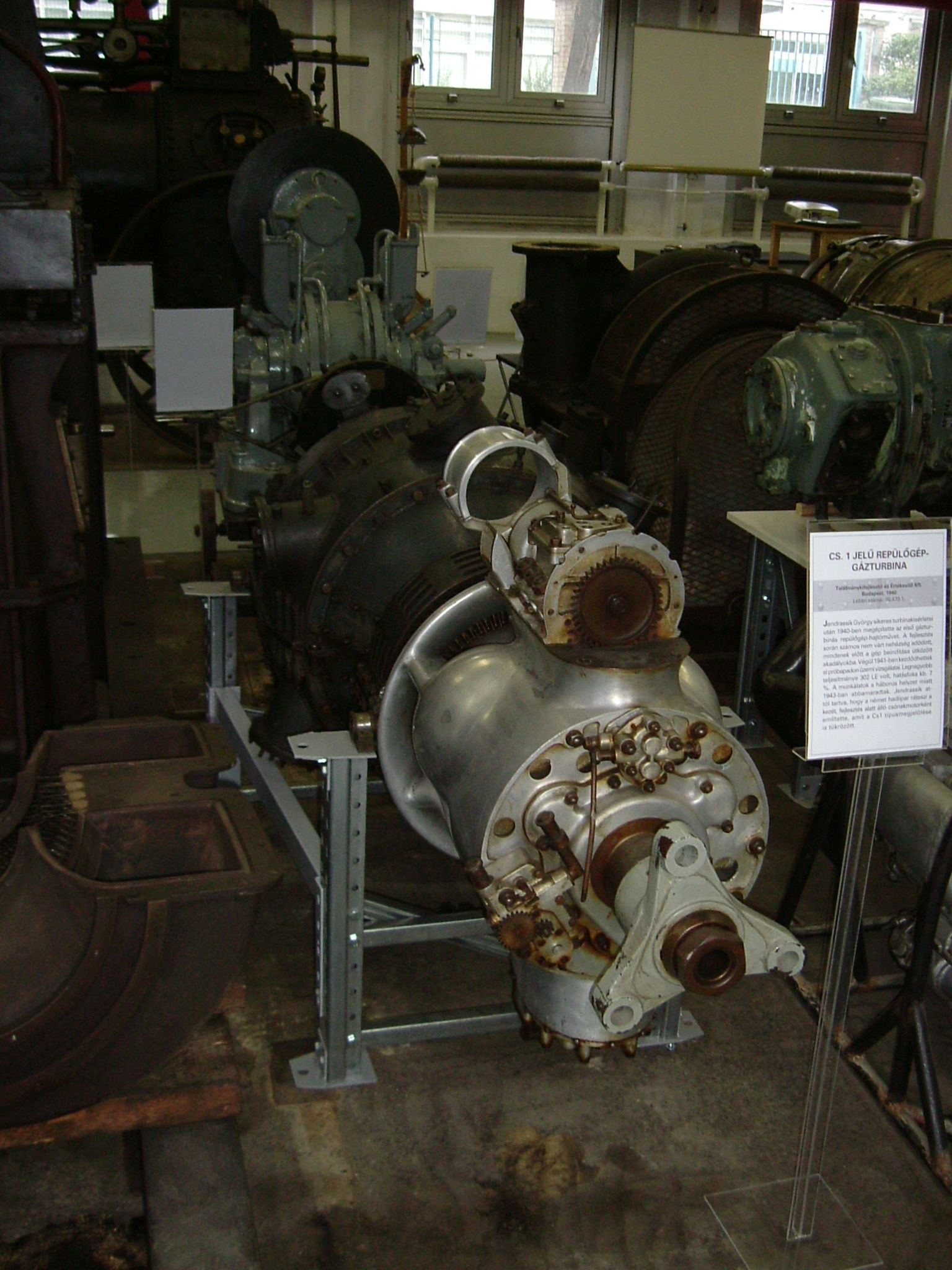
Das Jendrassik CS-1 ausgestellt im Technik und Transport Museum, Budapest

- 1937 von György Jendrassik konzipiert und 1940 erfolgreich in Betrieb genommen, war die Jendrassik CS-1 das weltweit erste funktionierende Turboprop-Triebwerk. Das Triebwerk sollte in einem ungarischen Aufklärer eingesetzt werden, erreichte aufgrund von Stabilitätsproblemen aber nur 400 PS anstatt der ursprünglich projektierten 1000 PS. Das Projekt wurde vom Budapester Unternehmen Ganz & Co eingestellt, als das ungarische Militär sich für Lizenzprodukte der Messerschmitt AG entschied.
- Das erste deutsche Turboprop-Triebwerk (BMW 109-028) wurde im Februar 1941 geplant
- Der weltweit erste Flug mit einer Turboprop-Maschine wurde am 20. September 1945 durchgeführt: Eine Gloster Meteor war mit Triebwerken des Typs Rolls-Royce Trent (RB.50) versehen. Dabei handelte es sich um modifizierte Rolls-Royce Derwent, die über ein Getriebe fünfblättrige Propeller antrieben.
- Das erste serienmäßig produzierte Turboprop-Verkehrsflugzeug war die Vickers Viscount (Erstflug 1948).
- Das größte Flugzeug mit diesem Triebwerkstyp ist die Antonow An-22, deren von deutschen Junkers-Fachleuten unter Ferdinand Brandner entwickelten Kusnezow-NK-12MA-Triebwerke mit einer Leistung von je 11.188 kW (15.211 PS) die leistungsfähigsten je gebauten Turboproptriebwerke sind.
- Das schnellste und größte im Liniendienst eingesetzte Turboprop-Passagierflugzeug war die Tupolew Tu-114. Das Flugzeug war ebenfalls mit Kusnezow-NK-12-Triebwerken ausgestattet. (Reisegeschwindigkeit 770 km/h[2])
- Die schnellste Turboprop-Maschine ist der sowjetische Bomber Tupolew Tu-95, der – auch mit einer Variante des Kusnezow-NK-12-Triebwerks ausgestattet – maximal etwa 900 km/h erreicht.
- Die kleinsten Serien-Turboprop-Maschinen werden mit der nötigen High-Performance-Einweisung auch von Inhabern einer Privatpilotenlizenz (PPL) geflogen und sind häufig Piper PA-46 Malibu Meridian oder Umrüstungen der Cessna 205/206/207.
- Das militärische Transportflugzeug Airbus A400M wird von vier Turboprops des Typs TP400-D6 angetrieben, die mit je 8200 kW zu den drei größten ihrer Art gehören und sichelförmige Propeller verwenden. 2011 erhielten sie als erste militärische Triebwerke eine direkte zivile Zulassung der EASA.[3]